# ها فونغ (مدينة)
ها فونغ (بالفيتنامية: Hải Phòng) هي ثالث أكبر مدن فيتنام من حيث عدد السكان. بلغ عدد سكانها 1447523 نسمة عام 1989.

## موقع
تقع شمال شرق فيتنام على فرع كبير من دلتا النهر الأحمر (20 كيلومتر) في خليج تونكين. المدينة مرتبطة بالبحر بواسطة قناة ضيقة. هناك ميناء رئيسي لفيتنام فيها وهو واحد من أكبر الموانئ في جنوب شرق آسيا. نمت هايفونغ في عام 1874 بواسطة الفرنسيين، وأصبح القاعدة البحرية الرئيسية للهند الصينية الفرنسية. فيها مصانع للسفن، والإسمنت، والزجاج، والخزف، والأعمال المنسوجة، أسّسها الفرنسيين.

## تاريخ
في بداية الحرب الهندوصينية الفرنسية (نوفمبر/تشرين الثّاني عام 1946)، قصفت سفن بحرية فرنسية المدينة، وقتل حوالي 6000 فيتنامي منها. بعد أن غادر الفرنسيون وتأسست دولة فيتنام الشمالية عام 1954، تمت إعادة بناء الميناء بواسطة المساعدة الصينية والسوفيتية، وأصلحت أحواض السفن.
أثناء حرب فيتنام، قصفت هايفونغ بكثرة بواسطة الولايات المتحدة؛ فدمرت المسافن والأقسام الصناعية للمدينة، وتعطلت السكك الحديدية مع هانوي، وحطمت آلاف البيوت. كما تم تلغيم الميناء بواسطة طائرات البحرية الأمريكية في مايو عام 1972، وتم إغلاقها حتى أزيلت الألغام بواسطة القوات الأمريكية بعد اتفاقية وقف إطلاق النار في 1973. ثم تم إعادة بناء هايفونغ، وبنيت مصانع للفولاذ هناك في منتصف التسعينات.

## السياحة
تُعد هايفونغ من أبرز المدن الساحلية في شمال فيتنام، وتتميّز بمزيج من الطابع الحضري والمناطق الطبيعية. تشتهر المدينة بقربها من جزيرة كات با وخليج ها لونج، مما يجعلها نقطة انطلاق مهمة للسياحة البحرية، تضم هايفونغ أيضًا معالم ثقافية وأسواقًا تقليدية، وتُعرف بأجوائها الهادئة وموقعها الاستراتيجي قرب العاصمة هانوي.

## توأمة
لها فونغ (مدينة) اتفاقيات توأمة مع كل من:
- فلاديفوستوك
- سياتل
- ليفورنو
- إنتشون
- سانت بطرسبرغ
- تيانجين

## أعلام
- ميشيل هنري
- فان يانغ
- كليفتون كاشمان